# Symphytum popovii
Symphytum popovii là loài thực vật có hoa trong họ Mồ hôi. Loài này được Dobrocz. miêu tả khoa học đầu tiên.